# Conxita Marsol Riart
Conxita Marsol Riart (Artesa de Segre, Lleida, 27 d'agost de 1960) és una advocada i política al Principat d'Andorra. Des del maig del 2023 és la ministra de Presidència, Economia, Treball i Habitatge d'Andorra. Va ser cònsol major de la capital, Andorra la Vella (càrrec corresponenet al d'alcaldessa), del 2015 al febrer del 2023. És pionera en la política nacional en tractar-se de la primera dona que ha estat presidenta d'un grup parlamentari, el liberal, entre els anys 2005 i 2007, i que ha exercit com a ministra de Presidència i portaveu, número dos del Govern, entre els anys 2007 i 2009.

## Biografia
Llicenciada en Dret a la Facultat de Lleida de la Universitat de Barcelona, i amb un postgrau en dret andorrà, es va incorporar amb 24 anys com a secretària general del Comú d'Andorra la Vella, i va desenvolupar aquesta funció durant vint anys (1984-2004), amb els consolats de Manel Pons, Lluís Viu i Conxita Mora.
L'any 2004 va establir-se al seu propi bufet d'advocats i un any després va fer la seva primera incursió en política. Va resultar elegida consellera general, segona a la llista nacional d'Albert Pintat Santolària (cap de Govern entre 2005 i 2009), i es va convertir en la presidenta del grup parlamentari Liberal, la primera i única dona que de moment ha exercit com a tal al Consell General d'Andorra (Parlament). L'any 2007 es va incorporar al Govern com a ministra de Presidència i portaveu de l'Executiu. Entre les seves competències, tutelava els departaments de Comerç, Societats, Tràmits i de relacions amb el GRECO (Grup d'Estats contra la Corrupció del Consell d'Europa).
El 2009 es va presentar a les eleccions generals com a cap de llista per Andorra la Vella de la Coalició Reformista i no va aconseguir representació parlamentària. No va ser fins al 2015 quan va tornar a la política nacional, presentant-se el mes de març com a número tres de la llista nacional de Demòcrates per Andorra, encapçalada per Antoni Martí, cap de Govern d'Andorra.
Consellera general, presidenta de la comissió legislativa de Sanitat, va renunciar a l'escó per encapçalar el projecte de Demòcrates per Andorra a les eleccions comunals (municipals), com a candidata a cònsol major de la capital del país, Andorra la Vella, que es van celebrar el desembre del mateix any. Amb un 35,74% dels vots, d'entre quatre llistes, Conxita Marsol ha esdevingut l'1 de gener del 2016 la cònsol major d'Andorra la Vella, que va renovar en les eleccions comunals del 2019. Entre els reptes, tornar a fer d'Andorra la Vella el centre econòmic i empresarial del país i ser un referent turístic i comercial a nivell europeu.
Durant el seu primer mandat al capdavant del Comú d'Andorra la Vella, es van realitzar inversions valorades en més de 40 milions d'euros, entre les quals destaca la remodelació i conversió en zona per a vianants de l'eix comercial principal: l'avinguda Meritxell. Aquesta obra és el paradigma de la transformació d'Andorra la Vella en una ciutat per a les persones, un projecte que el Comú segueix desenvolupant potenciant la mobilitat a peu i l'ús del transport públic que té un preu simbòlic per a l'usuari.
Va renunciar al càrrec el 13 de febrer de 2023 per participar en les eleccions parlamentàries andorranes de 2023. Marsol va ser succeïda per David Astrié a les eleccions locals andorranes de 2019, tornant a encapçalar la llista de Demòcrates per Andorra i va ser reelegida cònsol major el 28 de desembre de 2019 l'1 de març de 2023.